# 龍淵郡
龍淵郡（：／ Ryongyŏn gun */?）是朝鮮民主主義人民共和國黃海南道西部的一個郡。2008年人口90,102人。下分1邑、20里。

## 地理
位於龍淵半島上，南大川在北界注入黃海，南臨大東灣與甕津半島相望，西南與白翎島相望。與中國威海只有198公里之遙。

## 歷史
是基督新教在朝鮮半島的第一站。1952年由長淵郡析出。